# Tři Sekery
Tři Sekery (in tedesco Tachauer Dreihacken o Königswarter Dreihacken) è un comune della Repubblica Ceca facente parte del distretto di Cheb, nella regione di Karlovy Vary.

## Geografia fisica
I comuni limitrofi sono Slatina e Mahring ad ovest, Velke Krásné, Male Krásné, Jedlova, Sekerske Chalupy, Haj e Stara Voda a nord, Planská Huť, Skelne Hute, Mala Hled'sebe e Drmoul ad est e Novy Haimhausen, Jalovy Dvur e Broumov a sud.

## Storia
La prima menzione scritta del villaggio risale al 1555.
Le più antiche miniere sono del XVI secolo. Nel 1536 Kaspar von Rabenstein Pflugk promosse la costruzione delle prime miniere di rame. Nel XVII secolo, l'attività mineraria si concentrò sull'estrazione di piombo, argento e cobalto. Nel 1736 le riserve conosciute esaurirono e le miniere furono chiuse. Esattamente cent'anni dopo, ricominciarono gli scavi. Nel XIX secolo furono estratti soprattutto cobalto e argento ed anche le vecchie miniere di rame furono rimesse in funzione. Tra gli anni 1916 e 1923, furono scoperti diversi depositi minerari di uranio.

## Monumenti
- Chiesa dei Quattordici Santi

## Geografia antropica

### Frazioni
- Tři Sekery
- Chodovská Huť
- Krásné
- Tachovská Huť